# Lorsque le cœur dérange
 (février 2023).
La mise en forme du texte ne suit pas les recommandations de Wikipédia : il faut le « wikifier ».
Les points d'amélioration suivants sont les cas les plus fréquents :
- Les titres sont pré-formatés par le logiciel. Ils ne sont ni en capitales, ni en gras.
- Le texte ne doit pas être écrit en capitales (les noms de famille non plus), ni en gras, ni en italique, ni en « petit »…
- Le gras n'est utilisé que pour surligner le titre de l'article dans l'introduction, une seule fois.
- L'italique est rarement utilisé : mots en langue étrangère, titres d'œuvres, noms de bateaux, etc.
- Les citations ne sont pas en italique mais en corps de texte normal. Elles sont entourées par des guillemets français : « et ».
- Les listes à puces sont à éviter, des paragraphes rédigés étant largement préférés. Les tableaux sont à réserver à la présentation de données structurées (résultats, etc.).
- Les appels de note de bas de page (petits chiffres en exposant, introduits par l'outil «  Source ») sont à placer entre la fin de phrase et le point final[comme ça].
- Les liens internes (vers d'autres articles de Wikipédia) sont à choisir avec parcimonie. Créez des liens vers des articles approfondissant le sujet. Les termes génériques sans rapport avec le sujet sont à éviter, ainsi que les répétitions de liens vers un même terme.
- Les liens externes sont à placer uniquement dans une section « Liens externes », à la fin de l'article. Ces liens sont à choisir avec parcimonie suivant les règles définies. Si un lien sert de source à l'article, son insertion dans le texte est à faire par les notes de bas de page.
- La présentation des références doit suivre les conventions bibliographiques. Il est recommandé d'utiliser les modèles {{Ouvrage}}, {{Chapitre}}, {{Article}}, {{Lien web}} et/ou {{Bibliographie}}. Le mode d'édition visuel peut mettre en forme automatiquement les références.
- Insérer une infobox (cadre d'informations à droite) n'est pas obligatoire pour parachever la mise en page.

Pour une aide détaillée, merci de consulter Aide:Wikification.
Si vous pensez que ces points ont été résolus, vous pouvez retirer ce bandeau et améliorer la mise en forme d'un autre article.
Série
Le Purgatoire des intimes
(2023)
Pour plus de détails, voir Fiche technique et Distribution.
Lorsque le cœur dérange (anglais : Disturbed Heart) est un film canadien indépendant écrit et réalisé par Philippe Cormier sorti en 2022 sur la plateforme Apple TV, et en 2023 sur Club Illico et Télé-Québec. Il s'agit du premier long-métrage du réalisateur, âgé de 20 ans lors du tournage, avant Le Purgatoire des intimes.

## Synopsis
Bénédicte, une femme de trente ans, est tuée dans un braquage et sombre dans une psychose inquiétante après avoir été réanimée à l'hôpital. Son expérience de vie après la mort ira chambouler son quotidien déjà parsemé de drames familiaux.

## Distribution
- Rebecca Gibian : Bénédicte Tardif
- Emmanuel Auger : Jean-François Villemaire
- Karl Farah : Dr Marc Caron
- Fanny Rainville : Marjorie Tardif
- Anne-Marie Falcon : Astrid McGowan
- Roxanne St-Gelais : Élyse Boucher
- Tomy Jo : Ludovic
- Louise Josée Mondoux : Carla
- Gabrielle Marion : Chanel

## Fiche technique
- Titre original : Lorsque le cœur dérange
- Autre titre : Disturbed Heart (en anglais)
- Réalisation et scénario : Philippe Cormier
- Direction de la photographie : Anabel Boivin
- Direction artistique : Jessie Stinziani
- Montage : Marie-Loue Bellefleur
- Conception sonore : François Del Fante
- Musique originale : Lauren Bélec
- Maquillage : Valérie St-Michel
- Pays d'origine :  Canada
- Budget : 150 000 $ CA[3]
- Format : couleurs, 2:35
- Genre : drame psychologique
- Durée : 77 minutes

## Production
En 2019, Philippe Cormier annonce travailler sur son premier long-métrage indépendant, Lorsque le cœur dérange. En 2020, en raison de la pandémie de Covid-19, le tournage est reporté à deux reprises. C'est finalement en octobre 2020 que le tournage prend place dans les Laurentides, au Québec. Le budget du film s'élève à 150 000 dollars canadiens. « Sortir un film qui traite de maladie mentale prend tout son sens en ce temps de pandémie », confie le réalisateur Philippe Cormier.
La première médiatique a lieu au cinéma Impérial de Montréal, Québec, en avril 2021, animée par la créatrice de contenu Olivia Leclerc. « Avec la pandémie, comme une distribution en salle n'avait pas été possible, je me suis dit que j’allais essayer de faire mon entrée avec ce film au travers des festivals », explique Cormier à l'Agence QMI.
En décembre 2022, le film est diffusé sur Apple TV partout dans le monde. En mars 2023, le film est diffusé sur Club Illico et Télé-Québec.

## Distinctions
Le film est nommé en 2021 à cinq reprises aux New York Oniros Film Awards, aux États-Unis, dans les catégories de meilleur film et de meilleur scénario,,. Une journaliste qui était sur place compare le film à Pieces of a Woman pour la qualité de l'interprétation de Rebecca Gibian. Cette même année, le film reçoit le prix dans les catégories du meilleur film, du meilleur drame et du meilleur premier réalisateur au Festival de Cannes. À Reims, il est récompensé dans les catégories meilleur drame, meilleure actrice de soutien à Fanny Rainville, meilleur maquillage pour Valérie St-Michel, et une mention honorable pour l'actrice Rebecca Gibian au Red Movie Awards.